# Буонкамино 3 (Ољастра)
Буонкамино 3 је насеље у Италији у округу Нуоро, региону Сардинија.
Према процени из 2011. у насељу је живело 292 становника. Насеље се налази на надморској висини од 55 м.